# Campeonato Sul-Americano de Rugby de 1977
O Campeonato Sul-Americano de Rugby de 1977 foi a X edição deste torneio.

O torneio foi realizado em San Miguel de Tucumán (Argentina) e participaram as equipas de Argentina, Brasil, Chile, Paraguai e Uruguai.
O sucesso foi da Seleção Argentina.

## Jogos
| 23 de Novembro de 1977                                             |        |                     |                                                   |
| Chile                                                              | 22 – 3 | Paraguai            | San Miguel de Tucumán Árbitro: Fernando Malmierca |
| Tries: Allamand (1), Bengoa (1) Conv: Bengoa (1) Penal: Bengoa (4) |        | Penal: Moscarda (1) | San Miguel de Tucumán Árbitro: Fernando Malmierca |

| 24 de Novembro de 1977 |        |                     |                                                |
| Argentina | 78 – 6 | Brasil              | San Miguel de Tucumán Árbitro: José L. Ilabaca |
| Tries: M.Sansot (3), G.Morgen (2), G. Alvarez (2), R.Ventura (1), A.Badano (1), A.Iachetti (1), R.Passaglia (1) Conv: M.Sansot (4), J.Capalbo (3) Penal: M.Sansot (4) |        | Penal: P.Bishop (2) | San Miguel de Tucumán Árbitro: José L. Ilabaca |

| 24 de Novembro de 1977                                                          |        |                              |                                             |
| Uruguai                                                                         | 16 – 7 | Paraguai                     | San Miguel de Tucumán Árbitro: Roque Daneri |
| Tries: R, Canessa (1) Try-Penal (1) Conv: J. Zer¬bino (1) Penal: J. Zerbino (2) |        | Try: Taboada Penal: Burt (1) | San Miguel de Tucumán Árbitro: Roque Daneri |

| 27 de Novembro de 1977                |        |                                                  |                                             |
| Uruguai                               | 21- 18 | Chile                                            | San Miguel de Tucumán Árbitro: Roque Daneri |
| Penal: J. Zerbino (3), R. Canessa (4) |        | Try: Tagini Conv: Planellas Penal: Planellas (4) | San Miguel de Tucumán Árbitro: Roque Daneri |

| 27 de Novembro de 1977                                                      |         |                                                                       |                                                |
| Paraguai                                                                    | 25 - 13 | Brasil                                                                | San Miguel de Tucumán Árbitro: José L. Ilabaca |
| Tries: E.Ditore (1), O. Mongelós (1) Conv: Moscarda (1) Penal: Moscarda (5) |         | Tries: Jover (1), Baines (1) Conv: P. Bishop (1) Penal: P. Bishop (1) | San Miguel de Tucumán Árbitro: José L. Ilabaca |

| 28 de Novembro de 1977 |        |         |                                                  |
| Argentina | 70 – 0 | Uruguai | San Miguel de Tucumán Árbitro: Jean P. Juanchich |
| Tries: G. Morgan (2) G. Terán (2) J. Truco (1) J. Capalbo (1) D'Agnilo (1) Balfour (1) Passaglia (1) Scrum-try (1) Conv: J. Capalbo (7) Penal: J. Capalbo (4). |        |         | San Miguel de Tucumán Árbitro: Jean P. Juanchich |

| 29 de Novembro de 1977 |        |                         |                                                   |
| Argentina | 77 – 3 | Paraguai                | San Miguel de Tucumán Árbitro: Fernando Malmierca |
| Tries: J. Truco (1), G. Alvarez (4), L. Balfour (2), G. Morgan (2), G. Allen (1), G. Terán (1), Try-penal Conv: P. Guarrochena (10) Penal: P. Guarrochena (3). |        | Penal: F. Moscarda (1). | San Miguel de Tucumán Árbitro: Fernando Malmierca |

| 29 de Novembro de 1977                                                                                    |         | |                                             |
| Chile | 33 - 27 | Brasil                                                                                             | San Miguel de Tucumán Árbitro: Roque Daneri |
| Tries: Serón (2), Adriazola (1), Bauerle (1), Mascaró (1) Conv: F. Planellas (5) Penal: F. Plarrellas (1) |         | Tries: P. Bishop (2), G. Stalker (1) Conv: P. Bishop (3) Drop: P. Bishop (1) Penal: P. Bishop (2). | San Miguel de Tucumán Árbitro: Roque Daneri |

| 30 de Novembro de 1977                                                                        |         |                                               |                                                      |
| Argentina                                                                                     | 25 – 10 | Chile                                         | San Miguel de Tucumán Árbitro: L. Lichevsky Paraguai |
| Tries: G, Alvarez (2), G. Morgan (1), M. Sansot (1) Conv: J. Capalbo (3) Penal: M. Sansot (1) |         | Tries: Mac Gregor (1) Penal: J. Planellas (2) | San Miguel de Tucumán Árbitro: L. Lichevsky Paraguai |

| 30 de Novembro de 1977 |         |                                                                           |                                             |
| Uruguai | 47 - 15 | Brasil                                                                    | San Miguel de Tucumán Árbitro: Roque Daneri |
| Tries: Mutio (1), J. Zerbino (2), A. Vivo (1), Nicolich (2), Borrat (1), Smith (1) Conv: J. Zerbino (5) Drop: A. Vivo (1) Penal: J. Zerbino (3). |         | Tries Baines (1) Conv: P, Bishop Drop: P. Bishop (1) Penal: P. Bishop (2) | San Miguel de Tucumán Árbitro: Roque Daneri |

### Classificação
| Seleção   | Vitórias | Empates | Derrotas | Pontos a favor | Pontos contra | Pontos +/- | Pontos |
| --------- | -------- | ------- | -------- | -------------- | ------------- | ---------- | ------ |
| Argentina | 4        | 0       | 0        | 250            | 19            | +231       | 8      |
| Uruguai   | 3        | 0       | 1        | 84             | 110           | -26        | 6      |
| Chile     | 2        | 0       | 2        | 83             | 76            | +7         | 4      |
| Paraguai  | 1        | 0       | 3        | 61             | 183           | -122       | 2      |
| Brasil    | 0        | 0       | 4        | 38             | 128           | -90        | 0      |

Pontuação: Vitória = 2, Empate = 1, Derrota = 0 

## Campeão
| Campeonato Sul-Americano de Rugby 1977 |
| -------------------------------------- |
| ARGENTINA Campeã (10º título)          |